# Тямпон
Тямпон (яп. ちゃんぽん) — страва з локшиною, яка належить до регіональної кухні Нагасакі, Японія. Існують різні версії цієї страви в Японії, Кореї та Китаї. Страва була натхненна кухнею Китаю. Тямпон готується шляхом смаження свинини, морепродуктів та овочів із смальцем; потім додається бульйон з курячих або свинячих кісток. Далі додають локшину рамен, виготовлену спеціально для тямпону, і це все готується разом. Залежно від сезону, інгредієнти можуть відрізнятися. Отже, відповідно, смак і стиль страви різняться залежно від місця та пори року також.

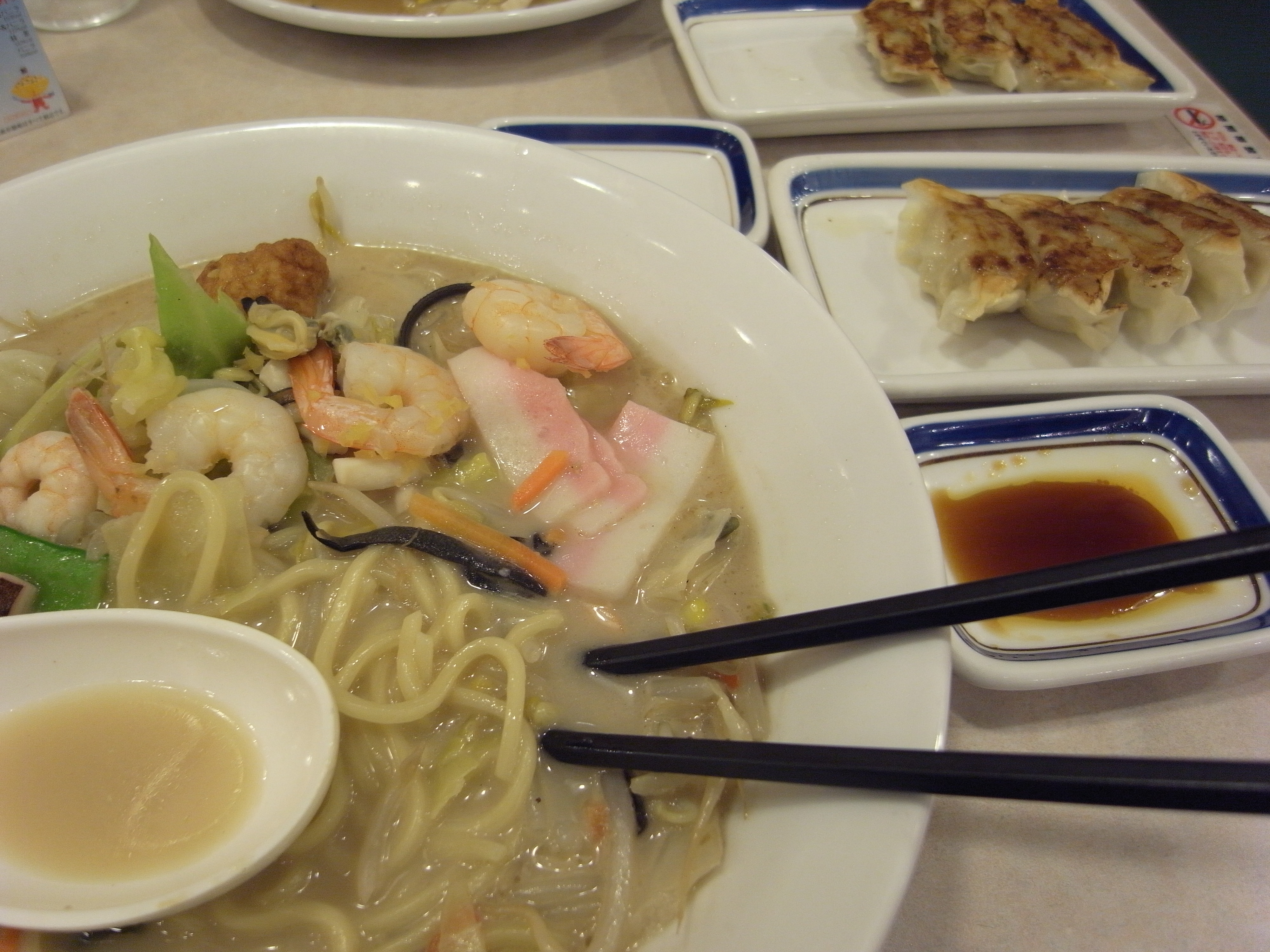
Тямпон з мережі закладів фаст-фуду, Ringer Hut.

Незважаючи на те, що Нагасакі тямпон — це найвідоміший варіант, у Японії є й інші варіанти. Анкаке но Тямпон — це варіант на основі соєвого соусу, який можна знайти в Тотторі, префектура Сімане, а також у місті Амагасакі, префектура Хіого. У місті Акіта подають варіант з бульйоном місо.
В Окінаві, тямпон — це рисова страва, де асорті з овочів, тонко нарізане м’ясо (свинина або яловичина) та яйця смажаться разом і подаються поверх рису.

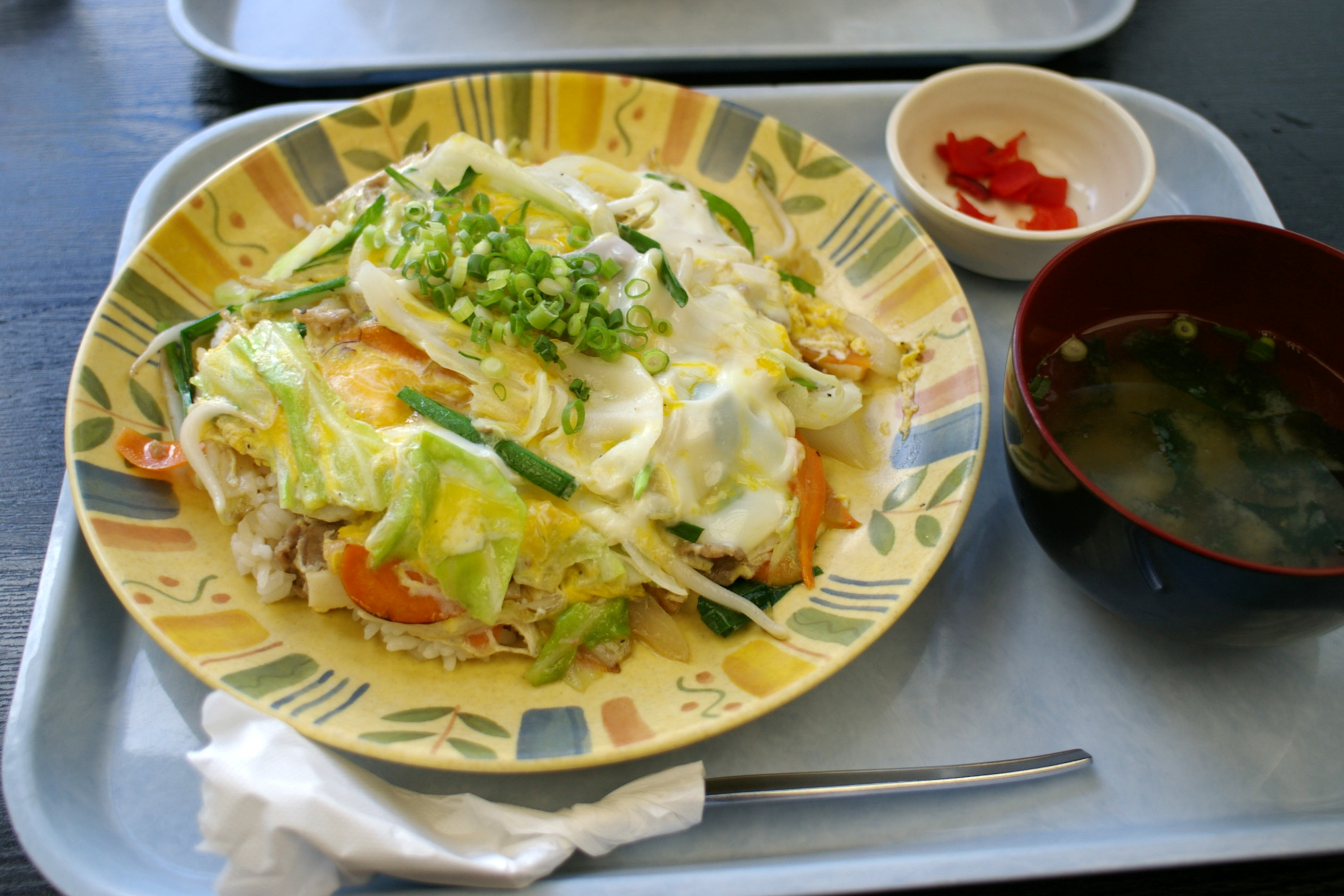
Тямпон з Окінави.

Корейський ччампон — це подібна страва з локшиною з пряним бульйоном з морепродуктів.

## Історія
Тямпон був вперше поданий в Shikairō (яп. 四海楼), китайському ресторані, заснованому в Нагасакі в 1899 році. В його основі — страва з кухні Фуцзянь, 湯肉絲麵. У середині епохи Мейдзі (кінець 1800-х—початок 1900-х років) власник, Хейджун Чін, побачив потребу в дешевій ситній їжі, яка б відповідала вподобанням сотень китайських студентів, які приїхали до Японії на навчання. На сьогоднішній день тямпон є популярною їжею (або мейбуцу) з Нагасакі.

## Етимологія
Існує кілька гіпотез щодо походження слова тямпон. Одна з них полягає в тому, що назва страви походить від слова чіа-пнг (食飯) південномінської мови, що означає «з'їсти страву». Інша гіпотеза стверджує, що це слово походить від слова кампур з малайської чи індонезійської, що означає «змішаний» (див. насі кампур), що відповідало б попередньому значенню назви «змішані разом».
Первісне значення «змішані разом» з’являється в текстах із середини 1700-х років. Деякі японські словники відслідковують цей термін до китайського 攙和 ("змішувати").
Використання терміна для позначення продукту харчування з’являється наприкінці 1800-х — початку 1900-х років, і, ймовірно, походить від китайського ресторану Shikairō в Нагасакі.